# Gökhun Öztürk
Gökhun Öztürk (* 16. Dezember 1985 in İzmit) ist ein türkischer Eishockeyspieler, der seit 2014 beim Zeytinburnu Belediye SK in der Türkischen Superliga unter Vertrag steht.

## Karriere
Gökhun Öztürk begann seine Karriere als Eishockeyspieler beim İzmir Büyükşehir Belediyesi SK, für den er in der Saison 2001/02 sein Debüt in der Türkischen Superliga gab. 2004 verließ er den Klub und wechselte zum Ligarivalen Kocaeli Büyükşehir Belediyesi Kağıt SK. Mit der Mannschaft aus seiner Geburtsstadt İzmit konnte er 2007 die türkische Meisterschaft gewinnen. Er blieb dem Team mit Ausnahme der Spielzeit 2010/11, als er für den Universitätssportverein Ankara spielte, bis 2014 treu und wechselte dann zum Zeytinburnu Belediye SK, für den er seither spielt. 2015, 2016, 2017 und 2018 wurde er mit dem Klub Türkischer Meister.

### International
Für die Türkei nahm Öztürk im Juniorenbereich an den U18-Weltmeisterschaften 2002 und 2003 sowie an den U20-Weltmeisterschaften 2003, 2003 und 2005 jeweils in der Division III teil. Mit der türkischen Studentenauswahl nahm er an der Winter-Universiade 2011 in Erzurum teil.
Mit der Herren-Nationalmannschaft spielte er bei den Weltmeisterschaften der Division II 2005, 2007, 2010, 2013 und 2017 sowie bei den Weltmeisterschaften der Division III 2003, 2004, 2006, 2009, 2015 und 2016. Zudem vertrat er seine Farben beim Qualifikationsturnier für die Olympischen Winterspiele in Vancouver 2010.

## Erfolge und Auszeichnungen
- 2004 Aufstieg in die Division II bei der Weltmeisterschaft der Division III
- 2006 Aufstieg in die Division II bei der Weltmeisterschaft der Division III
- 2007 Türkischer Meister mit dem Kocaeli Büyükşehir Belediyesi Kağıt SK
- 2009 Aufstieg in die Division II bei der Weltmeisterschaft der Division III
- 2015 Türkischer Meister mit dem Zeytinburnu Belediye SK
- 2016 Türkischer Meister mit dem Zeytinburnu Belediye SK
- 2016 Aufstieg in die Division II, Gruppe B, bei der Weltmeisterschaft der Division III
- 2017 Türkischer Meister mit dem Zeytinburnu Belediye SK
- 2018 Türkischer Meister mit dem Zeytinburnu Belediye SK